# Hon'inbō femminile
L'Hon'inbō femminile (女流本因坊戦, Joryū Hon'inbō-sen) è una competizione giapponese di Go, la versione del titolo Hon'inbō riservata alle donne; la Nihon Ki-in considera questo titolo il principale tra quelli riservati alle donne. È sponsorizzata dalla Kyodo News Agency e dalla Sompo Japan Insurance. La borsa della vincitrice è di 5.800.000 Yen (€46.600).
Il titolo di Honinbo femminile onorario è concesso alle giocatrici che abbiano vinto il titolo per almeno cinque volte consecutive. Xie Yimin è l'unica Honinbo femminile onorario. 

## Vincitrici
|     | Anno | Vincitrice      | Punteggio | Seconda arrivata |
| --- | ---- | --------------- | --------- | ---------------- |
| 1.  | 1982 | Honda Sachiko   | 2-1       | Kobayashi Reiko  |
| 2.  | 1983 | Kusunoki Teruko | 2-1       | Honda Sachiko    |
| 3.  | 1984 | Honda Sachiko   | 2-0       | Kusunoki Teruko  |
| 4.  | 1985 | Kusunoki Teruko | 2-1       | Honda Sachiko    |
| 5.  | 1986 | Ogawa Tomoko    | 2-0       | Kusunoki Teruko  |
| 6.  | 1987 | Kusunoki Teruko | 2-1       | Ogawa Tomoko     |
| 7.  | 1988 | Kusunoki Teruko | 2-0       | Ogawa Tomoko     |
| 8.  | 1989 | Kusunoki Teruko | 2-0       | Ogawa Tomoko     |
| 9.  | 1990 | Nakazawa Ayako  | 2-1       | Kusunoki Teruko  |
| 10. | 1991 | Nakazawa Ayako  | 2-1       | Kobayashi Chizu  |
| 11. | 1992 | Kato Tomoko     | 2-0       | Nakazawa Ayako   |
| 12. | 1993 | Yoshida Mika    | 2-1       | Kato Tomoko      |
| 13. | 1994 | Yoshida Mika    | 2-0       | Tsukuda Akiko    |
| 14. | 1995 | Yoshida Mika    | 3-1       | Chinen Kaori     |
| 15. | 1996 | Yoshida Mika    | 3-0       | Nakazawa Ayako   |
| 16. | 1997 | Chinen Kaori    | 3-1       | Yoshida Mika     |
| 17. | 1998 | Chinen Kaori    | 3-0       | Kato Tomoko      |
| 18. | 1999 | Chinen Kaori    | 3-1       | Kobayashi Izumi  |
| 19. | 2000 | Inori Yoko      | 3-2       | Chinen Kaori     |
| 20. | 2001 | Kobayashi Izumi | 3-1       | Inori Yoko       |
| 21. | 2002 | Kobayashi Izumi | 3-2       | Chinen Kaori     |
| 22. | 2003 | Kobayashi Izumi | 3-1       | Yushiro Kumiko   |
| 23. | 2004 | Chinen Kaori    | 3-1       | Kobayashi Izumi  |
| 24. | 2005 | Yushiro Kumiko  | 3-0       | Chinen Kaori     |
| 25. | 2006 | Yushiro Kumiko  | 3-1       | Inori Yoko       |
| 26. | 2007 | Xie Yimin       | 3-1       | Yushiro Kumiko   |
| 27. | 2008 | Xie Yimin       | 3-1       | Suzuki Ayumi     |
| 28. | 2009 | Xie Yimin       | 3-1       | Aoki Kikuyo      |
| 29. | 2010 | Xie Yimin       | 3-0       | Chiaki Mukai     |
| 30. | 2011 | Xie Yimin       | 3-1       | Chiaki Mukai     |
| 31. | 2012 | Xie Yimin       | 3-0       | Okuda Aya        |
| 32. | 2013 | Chiaki Mukai    | 3-2       | Xie Yimin        |
| 33. | 2014 | Rina Fujisawa   | 3-0       | Chiaki Mukai     |
| 34. | 2015 | Xie Yimin       | 3-2       | Rina Fujisawa    |
| 35. | 2016 | Rina Fujisawa   | 3-1       | Xie Yimin        |
| 36. | 2017 | Xie Yimin       | 3-2       | Rina Fujisawa    |
| 37. | 2018 | Rina Fujisawa   | 3-1       | Xie Yimin        |
| 38. | 2019 | Asami Ueno      | 3-1       | Rina Fujisawa    |
| 39. | 2020 | Rina Fujisawa   | 3-2       | Asami Ueno       |
| 40. | 2021 | Rina Fujisawa   | 3-0       | Hoshiai Shiho    |
| 41. | 2022 | Rina Fujisawa   | 3-0       | Asami Ueno       |
| 42. | 2023 | Rina Fujisawa   | 3-2       | Risa Ueno        |
| 43. | 2024 | Rina Fujisawa   | 3-2       | Nyu Eiko         |
| 44  | 2025 | in corso        | in corso  | in corso         |

## Vincitrici per numero di titoli
| Giocatrice      | Titoli | Anni                        |
| --------------- | ------ | --------------------------- |
| Xie Yimin       | 8      | 2007-2012, 2015, 2017       |
| Rina Fujisawa   | 8      | 2014, 2016, 2018, 2020-2024 |
| Kusunoki Teruko | 5      | 1983, 1985, 1987-1989       |
| Yoshida Mika    | 4      | 1993-1996                   |
| Chinen Kaori    | 4      | 1997-1999, 2004             |
| Kobayashi Izumi | 3      | 2001-2003                   |
| Honda Sachiko   | 2      | 1982, 1984                  |
| Nakazawa Ayako  | 2      | 1990, 1991                  |
| Yashiro Kumiko  | 2      | 2005, 2006                  |
| Ogawa Tomoko    | 1      | 1986                        |
| Kato Tomoko     | 1      | 1992                        |
| Inori Yoko      | 1      | 2000                        |
| Chiaki Mukai    | 1      | 2013                        |
| Asami Ueno      | 1      | 2019                        |